# Bătălia Cămilei
Bătălia Cămilei a avut loc la Basra, în data de 7 noiembrie 656. În timpul pelerinajului către Mecca, Aisha aude despre asasinarea celui de-al treilea Calif, Usman (644-656) și decide să meargă la Kufa pentru a discuta despre pedeapsa asasinilor acestuia cu Ali. Această bătălie mai este cunoscută drept Prima Fitna, sau primul război civil musulman. 

## Începutul conflictului
Trecând prin Medina, în drumul lor spre Irak, Aisha și însoțitorii săi întâlnesc un grup de omeiazi conduși de către Marwan, care susțineau că cei care l-au asasinat pe Usman le-au cauzat și lor nedreptăți. Astfel, aceștia pleacă împreună către Basra, marcând începutul primului război civil din Islam, iar unii istorici consideră că numărul acestora era de aproximativ 3000 de oameni.
Ali nu își dorea un conflict și își dă acordul pentru negocieri. Acesta ia legătura cu Aisha și îi spune că "nu este înțelept să se verse sângele a 5000 de suflete pentru a pedepsi 500".   Aceștia ajung la un acord, însă cei care l-au asasinat pe Usman și suporterii Qurra erau de părere că nu vor fi în siguranță. Astfel, încep să ardă corturile în timpul unui atac de noapte. Ali încearcă să își țină trupele pe loc, însă haosul și confuzia create de atacul pe timpul nopții au dus la o lipsă totală de încredere și la propagarea conflictului.

## Puncte cheie ale conflictului
Conform cu unele relatări șiite, Talhah, un important însoțitor al Aishei, a părăsit locul bătăliei, iar Marwan l-a rănit pe acesta cu o săgeată otrăvită, spunând că acesta a adus tribului dizgrație prin plecarea sa. Talhah a fost purtat până la Basra, unde a murit din cauza rănii sale.
Conform surselor șiite, Marwan a spus "Prin voia lui Allah, acum nu va mai trebui să îl caut pe omul care l-a ucis pe Uthman".
Văzând desfășurarea lucrurilor, cadiul Basrei, Kaab ibn Sur a ridicat Coranul deasupra capului și a sfătuit-o pe Aisha să se urce pe cămilă pentru a îndemna oamenii să oprească lupta, fiind ucis de săgeți.
În timp ce bătălia continua, forțele lui Ali își îndreptau săgețile către Aisha, iar rebelii conduși de aceasta s-au strâns în jurul ei, o mare parte din ei fiind decapitați în timp ce îi țineau hățurile cămilei. Totuși, și armata lui Ali a suferit multe pierderi în încercarea de a ajunge la Aisha, iar bătălia a luat sfârșit când aceștia au atacat din spatele cămilei, omorând-o și capturând-o pe Aisha.

## Viziunea sunită asupra bătăliei
Conform cu sursele sunite, rebelii care au fost implicați în asasinarea lui Uthman, cel de-al treilea Calif, au purtat și responsabilitatea iscării acestui conflict. Acești rebeli au câștigat multă putere după asasinare, iar pentru Ali, cel de-al patrulea Calif, era dificilă pedepsirea lor imediată pentru fapta comisă. Acesta a fost principalul motiv care a dus la diferențele de opinie dintre cele două grupări musulmane. Unii musulmani considerau că era necesară pedepsirea lor imediată, pe când lui Ali i-ar fi trebuit mai mult timp pentru a face asta, după cum el însuși afirmă în Nahj al Balagha: "O, fraților! Nu sunt ignorant față de ceea ce ați aflat, dar cum aș avea eu puterea asupra celor ce l-au atacat, dacă ei sunt la apogeul puterii lor. Ei ne sunt superiori, și nu invers"

## Urmări ale bătăliei
Forțele lui Ali înving armata rebelă, dar aceasta este tratată cu generozitate. Ali se întâlnește și se împacă cu Aisha, după care o trimite înapoi la Medina sub escorta militară condusă de fratelei ei Muhammad ibn Abi Bakr, unul dintre comandanții lui Ali. Aisha rămâne la Medina și nu se mai implică în treburile statului. 
Talhah, rănit fiind de săgeata otrăvită, ajunge la Basra unde își găsește sfârșitul din cauza rănii sale. 
Când capul lui Zubayr ibn al-Awwam îi este prezentat lui Ali de către Ahnaf ibn Qais, Califul Ali nu și-a putut opri suspinul și a condamnat moartea vărului său. Această reacție l-a făcut pe Ahnaf ibn Qais să aibă remușcări atât de mari încât acesta și-a scos sabia și și-a înfipt-o în piept.
Ali este asasinat și el, de către Abd-al-Rahman ibn Muljam, în timp ce se ruga la moscheea din Kufa.
Două decenii mai târziu, după ani întregi de urzeli și intrigi, Marwan ajunge la putere și pune bazele unui stat în sudul Irakului.

## Ruptura dintre suniți  și șiiți
Rolul Aishei atunci când vine vorba de primul război civil din comunitatea musulmană reflectă definirea relației dintre gen și politică în islam. Musulmanii suniti recunoșteau tensiunea dintre statutul exemplar al Aishei drept soție preferată a lui Muhammad și acțiunile sale politice ca și văduvă. Misiunea lor era aceea de a evalua problematica sa participare politică fără a o dezaproba complet. Musulmanii șiiți nu aveau o asemenea problemă. Aisha i s-a opus și a luptat împotriva Califului cel Bine Călăuzit Ali, ales să îl urmeze pe Uthman, deci deciziile acestuia trebuiau urmate fără tăgadă. Implicarea ei în prima Fitna a provocat multă discordie, în special din partea șiiților, în timp ce suniții au avut mult mai dificila misiune de a o apăra.